# Horodnia
Horodnia (em ucraniano:   Городня) é uma cidade da Ucrânia, situada no Oblast de Tchernihiv. Tem 12,2 km² de área e sua população em 2020 foi estimada em 11.852 habitantes.